# Anastasiya Mojniuk
Anastasiya Mojniuk (Ucrania, 1 de enero de 1991) es una atleta ucraniana especializada en la prueba de pentatlón, en la que consiguió ser subcampeona mundial en pista cubierta en 2016. Aunque posteriormente dio positivo por Meldonium y se le retiró la medalla.

## Carrera deportiva
En el Campeonato Mundial de Atletismo en Pista Cubierta de 2016 ganó la medalla de plata en la competición de pentatlón, logrando un total de 4847 puntos que fue su mejor marcar personal, tras la canadiense Brianne Theisen-Eaton que con 4881 puntos batió el récord de América, y por delante de su paisana ucraniana Alina Fyodorova.